# Englische Rugby-Union-Meisterschaft 2010/11
Die Saison 2010/11 von Premiership Rugby war die 24. Saison der obersten Spielklasse der englischen Rugby-Union-Meisterschaft. Aus Sponsoringgründen trug sie den Namen Aviva Premiership. Sie begann am 3. September 2010, umfasste 22 Spieltage (je eine Vor- und Rückrunde) und dauerte bis zum 7. Mai 2011. Anschließend qualifizierten sich die vier bestplatzierten Mannschaften für das Halbfinale, die Halbfinalsieger trafen am 28. Mai 2011 im Finale im Twickenham Stadium aufeinander. Meister wurden erstmals die Saracens, die im Finale den Titelverteidiger Leicester Tigers schlugen. Absteigen musste Leeds Carnegie.

## Aviva Premiership

### Tabelle
M: Letztjähriger Meister

P: Promotion (Aufsteiger) aus der RFU Championship
|     | Team                 | Spiele | Siege | Unent. | Ndlg. | Spiel- punkte | Diff. | Bonus- punkte | Tabellen- punkte |
| --- | -------------------- | ------ | ----- | ------ | ----- | ------------- | ----- | ------------- | ---------------- |
| 01. | Leicester Tigers (M) | 22     | 16    | 1      | 5     | 594:403       | + 193 | 12            | 78               |
| 02. | Saracens             | 22     | 18    | 0      | 4     | 484:318       | + 166 | 4             | 76               |
| 03. | Gloucester RFC       | 22     | 14    | 1      | 7     | 528:452       | + 76  | 9             | 67               |
| 04. | Northampton Saints   | 22     | 14    | 0      | 8     | 533:430       | + 103 | 9             | 65               |
| 05. | Bath Rugby           | 22     | 13    | 1      | 8     | 427:367       | + 60  | 8             | 62               |
| 06. | London Irish         | 22     | 11    | 0      | 11    | 523:459       | + 64  | 10            | 54               |
| 07. | Harlequins           | 22     | 9     | 2      | 11    | 482:384       | + 98  | 12            | 52               |
| 08. | Exeter Chiefs (P)    | 22     | 10    | 0      | 12    | 428:460       | − 32  | 5             | 45               |
| 09. | London Wasps         | 22     | 9     | 1      | 12    | 425:497       | − 72  | 5             | 43               |
| 10. | Sale Sharks          | 22     | 6     | 1      | 15    | 432:618       | − 186 | 6             | 32               |
| 11. | Newcastle Falcons    | 22     | 4     | 1      | 17    | 360:553       | − 193 | 5             | 23               |
| 12. | Leeds Carnegie       | 22     | 4     | 0      | 18    | 315:590       | − 275 | 7             | 23               |

Die Punkte wurden wie folgt verteilt:
- 4 Punkte bei einem Sieg
- 2 Punkte bei einem Unentschieden
- 0 Punkte bei einer Niederlage (vor möglichen Bonuspunkten)
- 1 Bonuspunkt für vier oder mehr Versuche, unabhängig vom Endstand
- 1 Bonuspunkt bei einer Niederlage mit sieben oder weniger Punkten Unterschied

### Playoff
Halbfinale
| 14. Mai 2011 15:15 Uhr | Leicester Tigers                                               | 11 : 3        | Northampton Saints           | Welford Road Stadium, Leicester Zuschauer: 20.137 Schiedsrichter: Wayne Barnes |
| 14. Mai 2011 15:15 Uhr | Versuche: Tuilagi 68. n.erh. Straftritte: Flood (2/4) 37., 60. | (3:0) Bericht | Straftritte: Myler (1/1) 46. | Welford Road Stadium, Leicester Zuschauer: 20.137 Schiedsrichter: Wayne Barnes |

| 15. Mai 2011 14:30 Uhr | Saracens                                      | 12 : 10       | Gloucester RFC                                                                         | Vicarage Road, Watford Zuschauer: 12.032 Schiedsrichter: Andrew Small |
| 15. Mai 2011 14:30 Uhr | Straftritte: Farrell (4/8) 17., 23., 41., 73. | (6:3) Bericht | Versuche: Robinson 69. erh. Erhöhungen: Robinson (1/1) Straftritte: Robinson (1/3) 40. | Vicarage Road, Watford Zuschauer: 12.032 Schiedsrichter: Andrew Small |

Finale
| 28. Mai 2011 15:00 Uhr | Leicester Tigers                                     | 18 : 22        | Saracens                                                                                             | Twickenham Stadium, London Zuschauer: 80.016 Schiedsrichter: Wayne Barnes |
| 28. Mai 2011 15:00 Uhr | Straftritte: Flood (6/8) 9., 18., 38., 49., 68., 74. | (9:16) Bericht | Versuche: Short 28. erh. Erhöhungen: Farrell (1/1) Straftritte: Farrell (5/5) 6., 20., 35., 43., 73. | Twickenham Stadium, London Zuschauer: 80.016 Schiedsrichter: Wayne Barnes |

| 15                 | Scott Hamilton        | 75.         |
| 14                 | Horacio Agulla        |             |
| 13                 | Matt Smith            |             |
| 12                 | Anthony Allen         |             |
| 11                 | Alesana Tuilagi       |             |
| 10                 | Toby Flood            |             |
| 09                 | Ben Youngs            | 5. bis 15.′ |
| 08                 | Jordan Crane          | 49. 63.     |
| 07                 | Craig Newby           | 63.         |
| 06                 | Tom Croft             |             |
| 05                 | George Skivington     |             |
| 04                 | Steve Mafi            | 71.         |
| 03                 | Martin Castrogiovanni | 53.         |
| 02                 | George Chuter         | 69.         |
| 01                 | Marcos Ayerza         | 77.         |
| Auswechselspieler: |                       |             |
| 16                 | Rob Hawkins           | 69.         |
| 17                 | Boris Stankovich      | 77.         |
| 18                 | Dan Cole              | 53.         |
| 19                 | Ed Slater             | 71.         |
| 20                 | Thomas Waldrom        | 49.         |
| 21                 | James Grindal         |             |
| 22                 | Jeremy Staunton       |             |
| 23                 | Billy Twelvetrees     | 75.         |

| 15                 | Alex Goode           |             |
| 14                 | David Strettle       |             |
| 13                 | Chris Wyles          |             |
| 12                 | Brad Barritt         |             |
| 11                 | James Short          |             |
| 10                 | Owen Farrell         |             |
| 09                 | Neil de Kock         | 49.         |
| 08                 | Ernst Joubert        | 29. bis 33. |
| 07                 | Jacques Burger       |             |
| 06                 | Kelly Brown          |             |
| 05                 | Mouritz Botha        | 56.         |
| 04                 | Steve Borthwick      |             |
| 03                 | Carlos Nieto         | 60.         |
| 02                 | Schalk Brits         |             |
| 01                 | Matt Stevens         | 52.         |
| Auswechselspieler: |                      |             |
| 16                 | Jamie George         |             |
| 17                 | Rhys Gill            | 52.         |
| 18                 | Petrus du Plessis    | 60.         |
| 19                 | Hugh Vyvyan          | 56.         |
| 20                 | Andy Saull           | 29. 33.     |
| 21                 | Richard Wigglesworth | 49.         |
| 22                 | Nils Mordt           |             |
| 23                 | Noah Cato            |             |

## RFU Championship
Die Saison der zweiten Liga, der RFU Championship, umfasste 22 Spieltage (je eine Vor- und Rückrunde). Die besten acht Mannschaften trafen sich in zwei Gruppen aufeinander und spielten in Playoffs um einen Platz in der Premiership. Die vier übrigen Mannschaften spielten untereinander einen Absteiger in die National Division One aus.

### Tabelle
P: Promotion (Aufsteiger) aus der National Division One

R: Relegation (Absteiger) aus der Premiership
|     | Team                      | Spiele | Siege | Unent. | Ndlg. | Spiel- punkte | Diff. | Bonus- punkte | Tabellen- punkte |
| --- | ------------------------- | ------ | ----- | ------ | ----- | ------------- | ----- | ------------- | ---------------- |
| 01. | Worcester Warriors (R)    | 22     | 21    | 0      | 1     | 770:382       | + 388 | 17            | 101              |
| 02. | Bedford Blues             | 22     | 17    | 0      | 5     | 662:375       | + 287 | 14            | 82               |
| 03. | Cornish Pirates           | 22     | 15    | 1      | 6     | 633:337       | + 296 | 14            | 76               |
| 04. | London Welsh              | 22     | 14    | 0      | 8     | 575:429       | + 146 | 12            | 68               |
| 05. | Nottingham RFC            | 22     | 12    | 0      | 10    | 647:556       | + 91  | 16            | 64               |
| 06. | Doncaster RFC             | 22     | 9     | 0      | 13    | 572:576       | − 4   | 15            | 51               |
| 07. | Rotherham RUFC            | 22     | 10    | 0      | 12    | 435:553       | − 118 | 7             | 47               |
| 08. | Bristol Rugby             | 22     | 8     | 1      | 13    | 468:540       | − 72  | 7             | 41               |
| 09. | Esher RFC (P)             | 22     | 7     | 1      | 14    | 406:651       | − 245 | 8             | 38               |
| 10. | Plymouth Albion           | 22     | 6     | 2      | 14    | 365:500       | − 135 | 8             | 36               |
| 11. | Moseley RFC               | 22     | 5     | 3      | 14    | 382:667       | − 285 | 3             | 29               |
| 12. | Birmingham & Solihull RFC | 22     | 4     | 0      | 18    | 397:746       | − 349 | 6             | 22               |

Die Punkte wurden wie folgt verteilt:
- 4 Punkte bei einem Sieg
- 2 Punkte bei einem Unentschieden
- 0 Punkte bei einer Niederlage (vor möglichen Bonuspunkten)
- 1 Bonuspunkt für vier oder mehr Versuche, unabhängig vom Endstand
- 1 Bonuspunkt bei einer Niederlage mit sieben oder weniger Punkten Unterschied

### Playoff
Gruppe A
|    | Team               | Spiele | Siege | Unent. | Ndlg. | Spiel- punkte | Diff. | Bonus- punkte | Tabellen- punkte |
| -- | ------------------ | ------ | ----- | ------ | ----- | ------------- | ----- | ------------- | ---------------- |
| 1. | Worcester Warriors | 6      | 6     | 0      | 0     | 256:103       | + 153 | 4             | 31               |
| 2. | London Welsh       | 6      | 4     | 0      | 2     | 208:124       | + 84  | 4             | 22               |
| 3. | Nottingham RFC     | 6      | 1     | 0      | 5     | 133:197       | − 64  | 3             | 8                |
| 4. | Bristol Rugby      | 6      | 1     | 0      | 5     | 104:277       | − 173 | 2             | 6                |

Gruppe B
|    | Team            | Spiele | Siege | Unent. | Ndlg. | Spiel- punkte | Diff. | Bonus- punkte | Tabellen- punkte |
| -- | --------------- | ------ | ----- | ------ | ----- | ------------- | ----- | ------------- | ---------------- |
| 1. | Cornish Pirates | 6      | 6     | 0      | 0     | 215:119       | + 96  | 3             | 29               |
| 2. | Bedford Blues   | 6      | 3     | 0      | 3     | 226:147       | + 79  | 4             | 19               |
| 3. | Doncaster RFC   | 6      | 3     | 0      | 3     | 181:154       | + 27  | 5             | 18               |
| 4. | Rotherham RUFC  | 6      | 0     | 0      | 6     | 110:312       | − 202 | 1             | 1                |

Halbfinale
| 1. Mai 2011 | Worcester Warriors | 23 : 22 | Bedford Blues | Sixways Stadium, Worcester |
| 1. Mai 2011 |                    |         |               | Sixways Stadium, Worcester |

| 1. Mai 2011 | Cornish Pirates | 18 : 10 | London Welsh | Mennaye Field, Penzance |
| 1. Mai 2011 |                 |         |              | Mennaye Field, Penzance |

Finale
| 11. Mai 2011 | Cornish Pirates | 12 : 21 | Worcester Warriors | Mennaye Field, Penzance |
| 11. Mai 2011 |                 |         |                    | Mennaye Field, Penzance |

| 18. Mai 2011 | Worcester Warriors | 25 : 20 | Cornish Pirates | Sixways Stadium, Worcester |
| 18. Mai 2011 |                    |         |                 | Sixways Stadium, Worcester |

Worcester stieg in die Premiership auf.

### Relegationsrunde
|    | Team                      | Spiele | Siege | Unent. | Ndlg. | Spiel- punkte | Diff. | Bonus- punkte | Tabellen- punkte |
| -- | ------------------------- | ------ | ----- | ------ | ----- | ------------- | ----- | ------------- | ---------------- |
| 1. | Plymouth Albion           | 6      | 4     | 0      | 2     | 163:146       | + 17  | 4             | 27               |
| 2. | Esher RFC                 | 6      | 4     | 0      | 2     | 148:130       | + 18  | 2             | 24               |
| 3. | Moseley RFC               | 6      | 3     | 0      | 3     | 156:143       | + 13  | 4             | 21               |
| 4. | Birmingham & Solihull RFC | 6      | 1     | 0      | 5     | 135:183       | − 48  | 3             | 11               |

Birmingham & Solihull stieg in die National Division One ab.